# 10cc
A 10cc (ejtsd: ten szí szí) brit art rock együttes. 1972-ben alakultak meg Stockport-ban. Az art rockon kívül jelen vannak még az art-pop és a progresszív rock műfajokban is.
A 10cc elődjének több kisebb, ’60-as és korai ’70-es évekbeli zenekar számított, amelyeket Lol Creme, Kevin Godley és Graham Gouldman alapított. Ezek különféle neveken rendelkeztek, például The Whirlwinds, The Mindbenders, Hotlegs, Doctor Father, valamint The New Wave Band. A 10cc fennállása alatt 11 nagylemezt jelentetett meg. Az évek során több tag kilépett a zenekarból, többek között Creme és Godley is, akik új együttest alapítottak Godley & Creme néven. Gouldman azonban mai napig is szerepel a zenekarban. Egészen a mai napig működnek, habár az évek során már többször feloszlottak. Először 1972-től 1983-ig működtek, majd 1991-től 1995-ig, végül 1999-től napjainkig.
Az együttes második, Sheet Music című lemeze bekerült az 1001 lemez, amelyet hallanod kell, mielőtt meghalsz című könyvbe. Légismertebb daluknak az I'm Not in Love számít.

## Tagok
Jelenlegi tagok
- Graham Gouldman – basszusgitár, ének, vokál, ritmusgitár, (1972–1983, 1991–1995, 1999–)
- Paul Burgess – dob, ütős hangszerek, vokál (1976–1983, 1999–)
- Rick Fenn – gitár, ritmusgitár, ének, vokál, basszusgitár (1977–1983, 1993–1995, 1999–)
- Keith Hayman – billentyűk, basszusgitár, gitár, vokál (2006–2011, 2016–)
- Iain Hornal – ének, vokál, ritmusgitár, ütős hangszerek, billentyűk (2018–)

Korábbi tagok
- Eric Stewart – gitár, billentyűk, ének, vokál (1972–1983, 1991–1995)
- Lol Creme – gitár, billentyűk, ének (1972–1976, 1991–1992)
- Kevin Godley – dob, ének (1972–1976, 1991–1992)
- Stuart Tosh – dob, ének (1977–1983, 1992–1995)
- Tony O'Malley – billentyűk, ének (1977–1978)
- Duncan Mackay – billentyűk, ének (1978–1981)
- Vic Emerson - billentyűk (1981–1983, 2018-ban elhunyt)[1]
- Steve Piggot – billentyűk (1992–1995)
- Gary Wallis – dob (1992–1995)
- Mick Wilson – ének, gitár, ütős hangszerek (1999–2017)
- Mike Stevens - billentyűk, vokál (1999–2006, 2011–2016)

Koncertező tagok
- Jamie Lane – dob (1983)
- Geoff Dunn – dob (1995)
- Alan Park – billentyűk (1995)

## Diszkográfia

### Stúdióalbumok
- 10cc (1973)
- Sheet Music (1974)
- The Original Soundtrack (1975)
- How Dare You! (1976)
- Deceptive Bends (1977)
- Bloody Tourists (1978)
- Look Hear? (1980)
- Ten Out of 10 (1981)
- Windows in the Jungle (1983)
- ...Meanwhile (1992)
- Mirror Mirror (1995)